# Andreas Erm
Andreas Erm (Berlín, Alemania, 12 de marzo de 1976) es un atleta alemán, especialista en la prueba de 50 km marcha, en la que ha logrado ser medallista de bronce mundial en 2003.

## Carrera deportiva
En el Mundial de París 2003 ganó la medalla de bronce en los 50 km marcha, con un tiempo de 3:37:46 segundos, que fue récord nacional alemán, quedando tras el polaco Robert Korzeniowski y el ruso German Skurygin.